# 俄罗斯苏维埃联邦社会主义共和国功勋科学工作者
俄罗斯苏维埃联邦社会主义共和国功勋科学工作者（俄语：Заслуженный деятель науки РСФСР），简称“苏俄功勋科学工作者”，是苏联时期俄罗斯苏维埃加盟国授予科学工作者的一个荣誉称号。
该荣誉称号不能与“功勋科技工作者”相混淆。前者通常授予在人文及自然等理论科学领域取得成就的人士。后者则授予在工程技术等实践科学领域取得成就的人士。

## 历史
“苏俄功勋科学工作者”称号最早可追溯至1926年8月20日全俄罗斯中央执行委员会决议。由1931年8月10日委员会法案正式设立。其中规定“功勋科学、技术工作者”的获授者应该在科学和技术领域取得特别有价值的成果，或者在科学实践与宣传方面对巩固社会主义建设做出伟大贡献，或者有重大发明与发现。该法令被1940年1月11日俄罗斯苏维埃联邦社会主义共和国最高苏维埃主席团法令取代。较之以前没有太大的变动，仅是增加了发放证书的规定。
自设立以来，众多的物理学家、生物学家、生理学家、医生、数学家、地质学家、经济学家等科学工作者荣获该奖项。1983年1月27日（1985年11月12日修订）的主席团法令规定，在获得该荣誉称号的同时，也会得到苏俄最高苏维埃主席团发放的证书和胸章。
1992年，在经历苏联解体后，“俄罗斯苏维埃联邦社会主义共和国”更改国号为“俄罗斯联邦”。该荣誉称号后来被“俄罗斯联邦功勋科学工作者”所取代。